# Fagopyrum pugense
Fagopyrum pugense är en slideväxtart som beskrevs av T.Yu. Fagopyrum pugense ingår i släktet boveten, och familjen slideväxter. Inga underarter finns listade i Catalogue of Life.